# 奧氏細棘鮠
奧氏細棘鮠，為輻鰭魚綱鯰形目鼬鯰科的其中一種，為熱帶淡水魚，分布於南美洲塔帕若斯河及欣古河流域，體長可達12.4公分，棲息在底層水域，生活習性不明。

## 扩展阅读
維基物種上的相關：奧氏細棘鮠